# Слободка (Нюксенский район)
Слободка — деревня в Нюксенском районе Вологодской области.
Входит в состав Городищенского сельского поселения, с точки зрения административно-территориального деления — в Городищенский сельсовет.
Расстояние по автодороге до районного центра Нюксеницы — 45 км, до центра муниципального образования Городищны — 5 км. Ближайшие населённые пункты — Брызгалово, Лукино, Ляменская, Микшино, Ананьевская, Юшково.
По переписи 2002 года население — 13 человек.